# Raïon Nemychliansky
Le raïon Nemychliansky (en ukrainien : Немишлянський район) est un raïon (district) urbain de Kharkiv, la capitale de l'oblast de Kharkiv.

## Situation
Il englobe des territoires dans l'est de Kharkiv.

## Historique
Il a été formé en 1973 comme raïon Frounzé et en 2016 changeait de nom.

## Lieux d’intérêt
Le district accueil les entreprises Turboatom, Joujkabel, Khladoprom, Etalon.

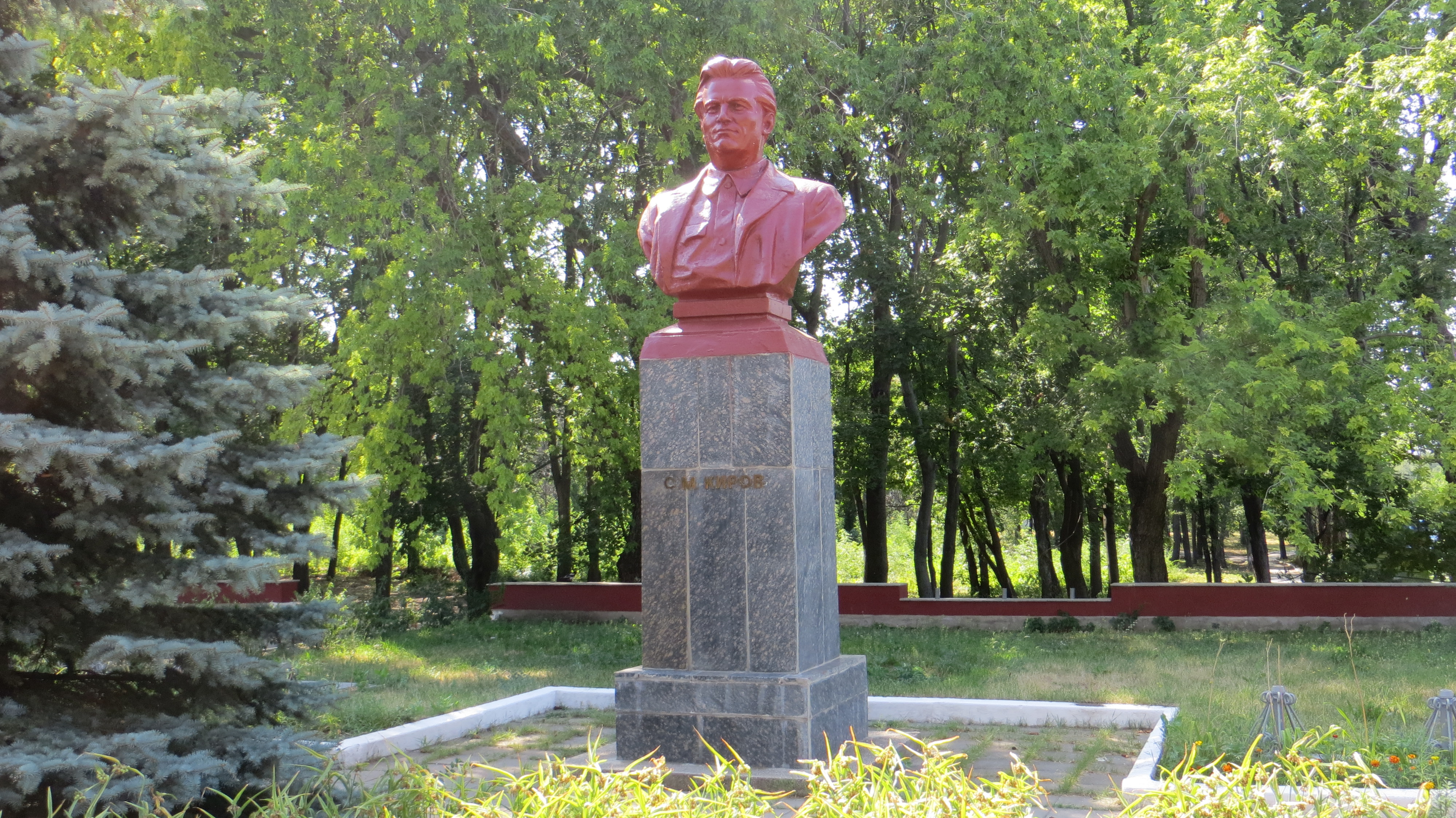
Buste de Serguei Kirov classé[2].
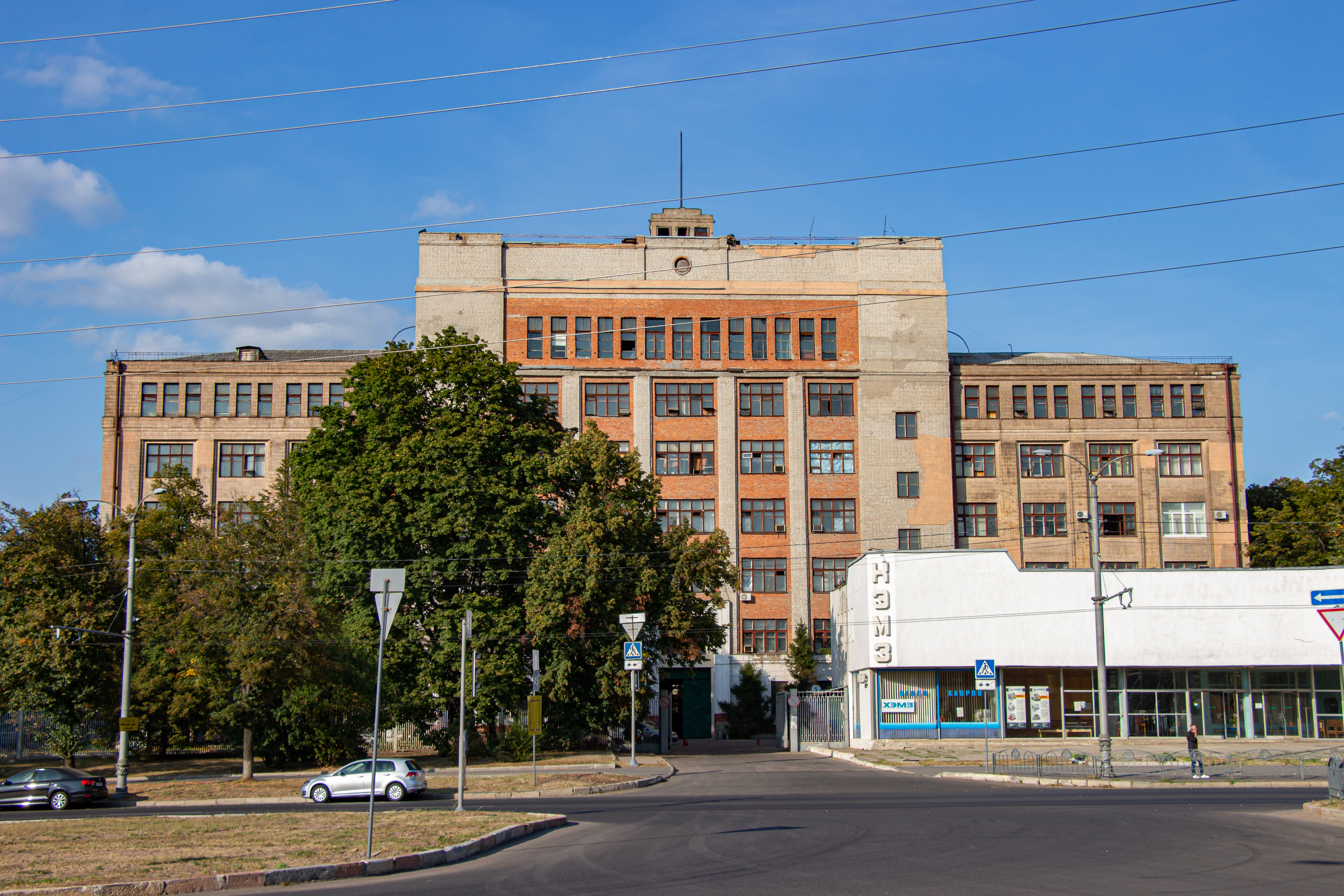
Usine d'électricité classé[3].
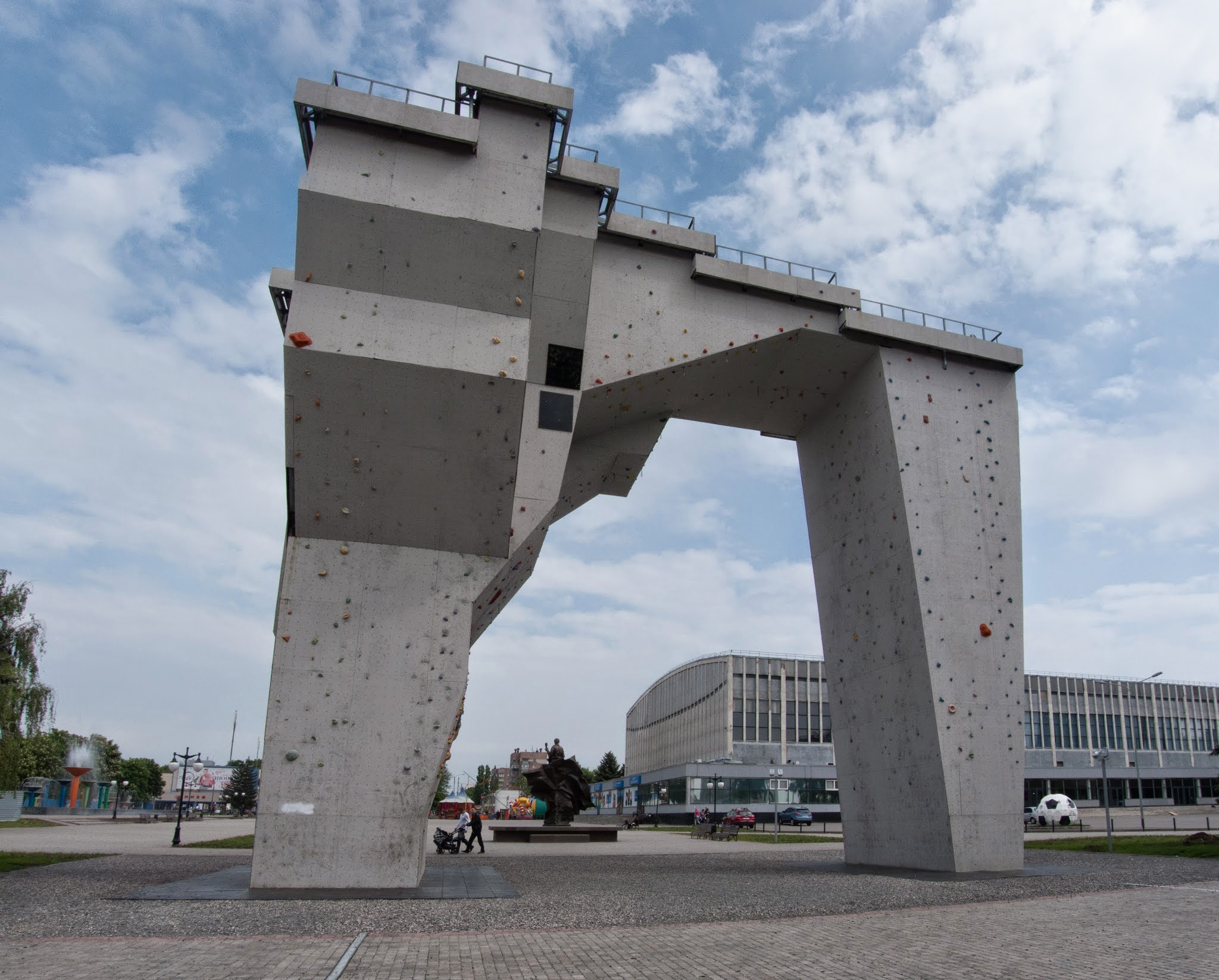
Statue de Vladimir Vysotsky et la palais des sports.